# Martin Friedrich von Hattorf
Martin Friedrich von Hattorf (auch:  Friedrich Martin von Hattorf; * 25. Februar 1681 in Osterode am Harz; † 9. Mai 1740 in Uslar) war ein Oberfaktor, Hütteninspektor und Oberamtmann.

## Leben
Martin Friedrich Hattorf war Mitglied der 1733 in den Adelsstand erhoben Familie von Hattorf. Er war der Sohn des Pfarrers der Kirchengemeinde von St. Marien und Konsistorialrats in Osterode Magister Justus Heinrich Hattorf (* 1638; † 25. September 1691 in Osterode) und der am 11. Oktober 1670 geheirateten Anna Leve Hoffmeister (* 1650; † nach 1691). Seine beiden Brüder waren der Kanzleisekretär, Hof- und Kanzleirat sowie Erbherr auf Uslar, Verliehausen und Relliehausen Melchior Heinrich Hattorf (ab 1733: von Hattorf; * 23. Dezember 1673 in Osterode; † 31. Dezember 1738 in Hannover) und der Hütteninspektor auf dem Harz Johann Philipp von Hattorf (* 1676; † 1741; heiratete 1710 „Anna Mgte Tülfs“).
Martin Friedrich von Hattorf studierte ab 1703 an der Universität Halle. Nach seinem Studium wirkte er als Oberfaktor, Hütteninspektor und Oberamtmann in Uslar. 1733 wurde auch er in den Adelsstand erhoben.
Von Hattorf heiratete Juliane von Crauel. Er war Besitzer des hessischen Schlosses Oberuff am Hunsrück.
Von Hattorf war Patron der Kirche in Schoningen, in sich auch das Erbbegräbnis der Familie findet: Bereits 1736 war unter dem Patronat von Philipp von Hattorf der Grundstein für den heutigen barocken Kirchenbau der dortigen St.-Vitus-Kirche gelegt worden. Eine der beiden Marmorplatten seitlich des Altars ist ein „Gedenkstein“ für den 1740 verstorbenen Kirchenpatron mit der folgenden Inschrift:

„Herr Friedrich Martin von Hattorf auf Ober-Ure, Königlich Großbrittanischer und churfürstlich braunschweigischer hoch verordneter Ober-Amtmann zu Uslar (geb.) 1681 † 1740“